# Tsukuba Express

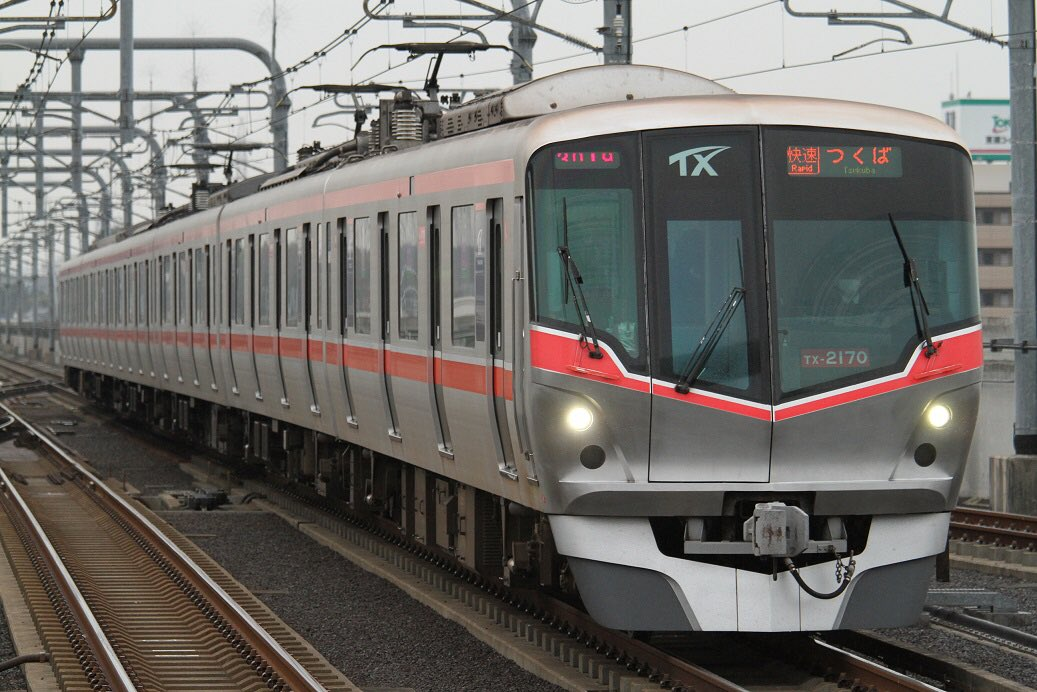
Pociąg na linii Tsukuba Express

Tsukuba Express (jap. つくばエクスプレス線 Tsukuba Ekusupuresu-sen) – w skrócie TX, japońska linia kolejowa, należąca do prywatnego przewoźnika Metropolitan Intercity Railway Company. Łączy dworzec Akihabara w dzielnicy Chiyoda w Tokio z dworcem Tsukuba w mieście Tsukuba w prefekturze Ibaraki. Linia została otworzona 24 kwietnia 2005 roku. Planowane jest wybudowanie tunelu, który przedłużyłby linię do dworca Tōkyō.

## Trasa
- Właściciel: Metropolitan Intercity Railway Company(inne języki)
- Długość: 58,3 km / 36,2 mil z dworca Akihabara do stacji Tsukuba
- Liczba przystanków: 20
- Prześwit toru: 1067 mm
- Dwa tory: na całej linii
- Sieć trakcyjna:
  - Akihabara – Moriya: 1500 V DC
  - Miraidaira – Tsukuba: 20 000 V, 50 Hz AC
  - Martwa sekcja: Moriya – Miraidaira
- Zajezdnia: Moriya

## Historia

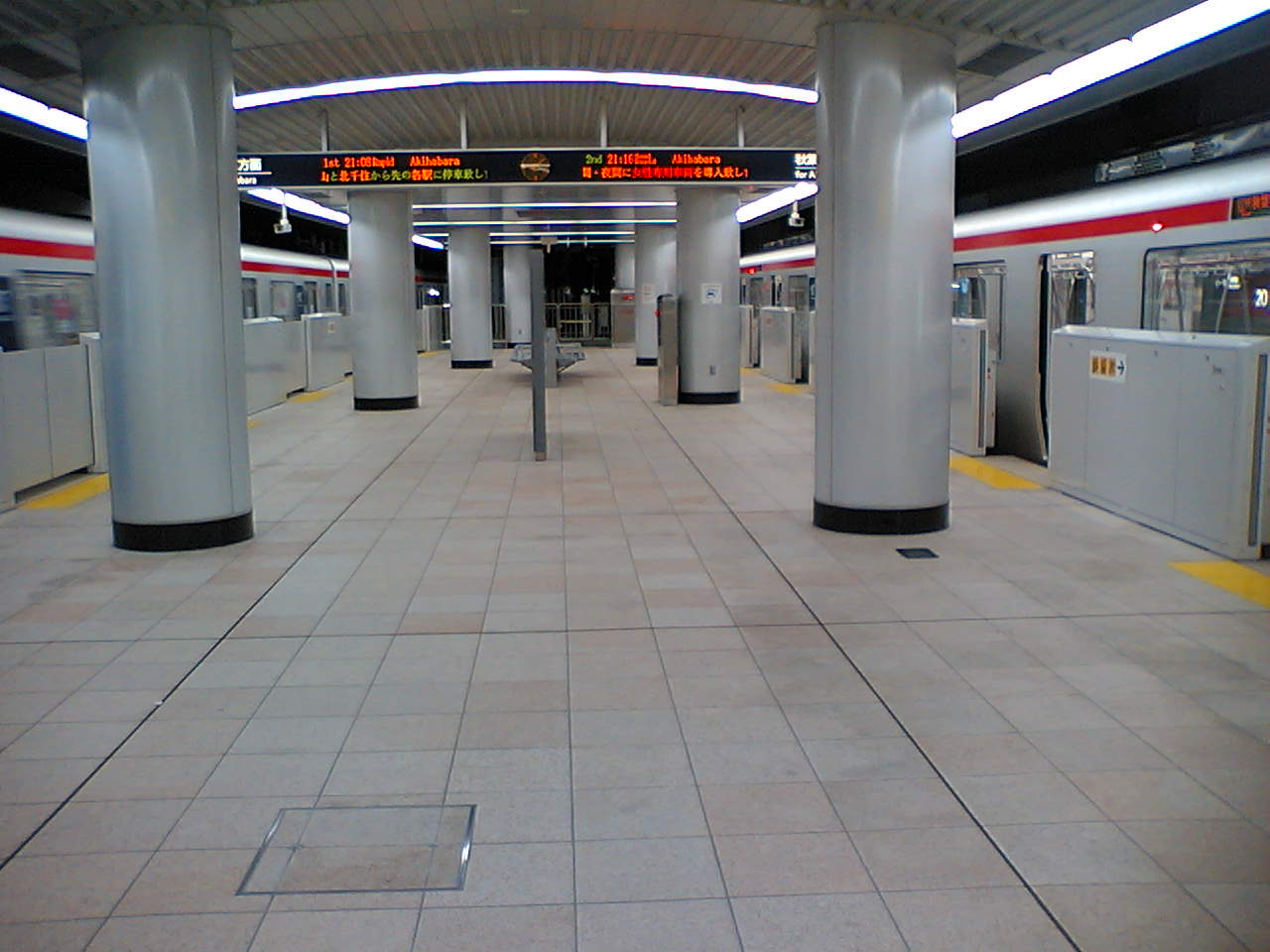
Poziom peronów na dworcu Tsukuba.

Początkowo linia nazywała się Jōban Shinsen (Nowa Linia Jōban). Powodem budowy linii była chęć odciążenia zatłoczonej linii Jōban należącej do JR East. Początkowy plan budowy linii zakładał, że będzie ona biegła od dworca Tōkyō, jednak w związku ze spowolnieniem tempa wzrostu gospodarczego w Japonii, ograniczono wydatki i stacją początkową jest Akihabara. Naciski władz prefektury Ibaraki sprawiły, że wydłużono linię, ponieważ początkowo miała się kończyć w Moriya.
Zakładano, że linia zostanie otworzona w 2000 r., jednak w wyniku opóźnień linię oddano do użytku w roku 2005.

## Prędkość
Pociągi poruszają się po linii z prędkością 130 km/h, co czyni ją najszybsza linią obsługiwaną przez prywatnego przewoźnika w regionie. Pociągi pośpieszne skróciły czas podróży ze stacji Akihabara do stacji Tsukuba z 1 godziny 30 minut (linią Jōban, pociągi dojeżdżają do stacji Tsuchiura, ok. 15 km od Tsukuby) lub 70 minut autobusem do 45 minut (z Tokio, podróż trwa 50–55 minut).

## Sieć trakcyjna i tabor kolejowy
Linia jest obsługiwana przez zespoły trakcyjne typu TX-1000, które są zasilane na prąd stały i jeżdżą na trasie pomiędzy Akihabarą i Moriya, oraz EZT typu TX-2000 dwusystemowe na prąd stały i prąd zmienny, które obsługują całą linię.
Produkcję taboru rozpoczęto w styczniu 2004 roku. Linię obsługuje 84 TX-1000 (14 sześciowagonowych jednostek) i 96 TX-2000 (16 sześciowagonowych jednostek).

## Stacje
| Nr | Stacja                 | Dystans (km) |
| -- | ---------------------- | ------------ |
| 01 | Akihabara              | 0,0          |
| 02 | Shin-Okachimachi       | 1,6          |
| 03 | Asakusa                | 3,1          |
| 04 | Minami-Senju           | 5,6          |
| 05 | Kita-Senju             | 7,5          |
| 06 | Aoi                    | 10,6         |
| 07 | Rokuchō                | 12,0         |
| 08 | Yashio                 | 15,6         |
| 09 | Misato-chūō            | 19,3         |
| 10 | Minami-Nagareyama      | 22,1         |
| 11 | Nagareyama-centralpark | 24,3         |
| 12 | Nagareyama-ōtakanomori | 26,5         |
| 13 | Kashiwanoha-campus     | 30,0         |
| 14 | Kashiwa-Tanaka         | 32,0         |
| 15 | Moriya                 | 37,7         |
| 16 | Miraidaira             | 44,3         |
| 17 | Midorino               | 48,6         |
| 18 | Bampaku-kinenkōen      | 51,8         |
| 19 | Kenkyū-gakuen          | 55,6         |
| 20 | Tsukuba                | 58,3         |